# Samtgemeinde Gronau (Leine)
De Samtgemeinde Gronau (Leine) was een samenwerkingsverband (Samtgemeinde) van zeven kleinere gemeenten in het Landkreis Hildesheim in de Duitse deelstaat Nedersaksen. Gezamenlijk hebben deze gemeenten ruim 13.000 inwoners. Met ingang van 1 november 2016 fuseerde de samtgemeinde met de Samtgemeinde Duingen tot de nieuwe Samtgemeinde Leinebergland; voor meer informatie zie aldaar.

## Deelnemende gemeenten
- Banteln
- Betheln
- Brüggen
- Despetal
- Eime
- Gronau (Leine)
- Rheden